# Alberto I di Prussia
Alberto I di Prussia, o Alberto di Hohenzollern, in tedesco Albrecht von Hohenzollern (Ansbach, 16 maggio 1490 – Tapiau, 20 marzo 1568), è stato il trentasettesimo Gran Maestro dell'Ordine Teutonico e, dopo essersi convertito al luteranesimo, il primo Duca di Prussia, che fu il primo stato ad adottare il luteranesimo come religione di stato.
Dal momento che Alberto era membro della famiglia di Brandeburgo-Ansbach, un ramo della famiglia degli Hohenzollern, la sua elezione a Gran Maestro fu voluta dopo la crisi che aveva investito l'ordine nel 1410; il Duca Federico di Sassonia della Casata di Wettin era stato eletto per la medesima ragione. La secolarizzazione dei territori della Prussia da parte di Alberto gli consentì di ottenere per eredità il Ducato di Prussia, attraverso il Margraviato di Brandeburgo.
I titoli di Alberto (alla sua proclamazione del 1561 a Königsberg) erano: Alberto I, Margravio di Brandeburgo in Prussia, Stettino e Pomerania, Duca dei Kashubiani e degli Wendi, Burgravio di Norimberga, Conte di Rügen etc.
Fu attivo nella politica imperiale, entrò a far parte della Lega di Torgau nel 1526 e agì all'unisono con i protestanti nel complotto di rovesciare l'imperatore Carlo V. Alberto fondò scuole in ogni città e fondò l'Università di Königsberg nel 1544.

## Biografia

### Primi anni
Alberto nacque a Ansbach in Franconia, terzo figlio del Margravio Federico I di Brandeburgo-Ansbach. Sua madre era Sofia, figlia di Casimiro IV di Polonia, Granduca di Lituania e Re di Polonia, e di Elisabetta d'Asburgo. Destinato alla carriera ecclesiastica nella chiesa cattolica, trascorse gran parte della propria giovinezza alla corte di Ermanno IV d'Assia, Principe-Arcivescovo dell'Arcivescovato di Colonia, che lo nominò canonico della cattedrale. Non solo era abbastanza religioso ma anche interessato alla matematica e alla scienza e talvolta sosteneva di aver contraddetto gli insegnamenti della Chiesa a favore delle teorie scientifiche.
Votatosi ad una vita più attiva, Alberto accompagnò l'Imperatore Massimiliano I d'Asburgo in Italia nel 1508, e dopo il suo ritorno, trascorse alcuni anni nel Regno d'Ungheria.

### Gran Maestro
Il Duca Federico di Sassonia, Gran Maestro dell'Ordine Teutonico, morì nel dicembre del 1510. Alberto venne scelto come suo successore all'inizio del 1511 nella speranza delle proficue relazioni dello zio materno, Sigismondo I di Polonia, Granduca di Lituania e Re di Polonia, che avrebbero facilitato le dispute sulla questione prussiana, che sottostava alla sovranità della Polonia dalla Pace di Toruń del 1466.
Il nuovo Gran Maestro, incalzato da Impero e Papato a far valere i propri diritti, si rifiutò di sottomettersi al Re di Polonia. Una guerra con l'ordine apparve inevitabile e Alberto fece numerosissimi negoziati con l'Imperatore Massimiliano I per assicurarsi il suo appoggio. La malsana influenza dei membri dell'ordine, culminò nella Guerra polacco-teutonica (1519-1521) che devastò la Prussia.
La disputa venne riferita all'Imperatore, che nel frattempo era divenuto Carlo V, e ad altri principi, ma Alberto continuò a sostenere la battaglia. Con questo proposito, partecipò alla Dieta di Norimberga del 1522, dove chiese l'aiuto del riformato Andreas Osiander, per influenza del quale Alberto si convertì al protestantesimo.
Il Gran Maestro soggiornò quindi a Wittenberg, dove Martin Lutero gli consigliò di abbandonare il governo dell'Ordine, sposarsi, e convertire la Prussia in un ducato ereditario per se stesso. Questa proposta, che era comprensibile e vantaggiosa per Alberto, venne immediatamente discussa tra i suoi parenti; ma era necessario procedere cautamente, e assicurarsi che Papa Adriano VI non influisse nei piani, dal momento che proprio lui era intenzionato a riformare l'ordine punendo i cavalieri che avevano abbracciato la dottrina luterana. Lutero, personalmente, non prese parte alla questione, ma influì sicuramente sulla politica del fratello di Alberto, il Margravio Giorgio di Brandeburgo-Ansbach, contro lo zio, il Re Sigismondo I di Polonia.

### Duca di Prussia

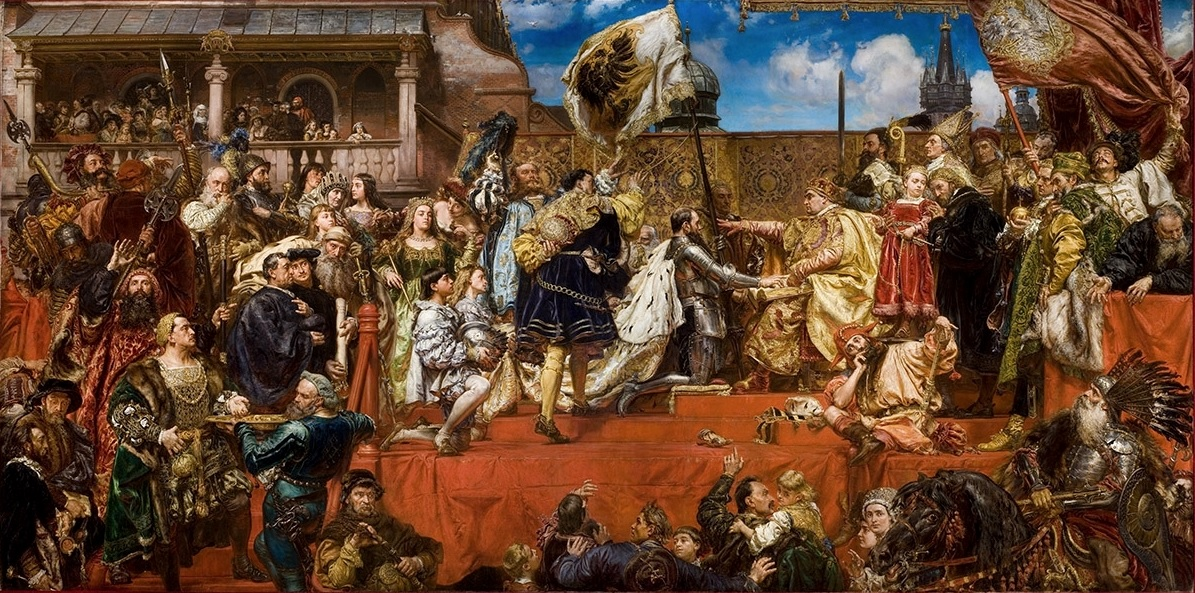
"L'Omaggio prussiano": Alberto e i suoi fratelli ricevono il Ducato di Prussia come feudo dal Re di Polonia, Sigismondo I nel 1525 (quadro ad olio di Jan Matejko, 1882)

Dopo molti dissidi, Sigismondo di Polonia cedette l'amministrazione della Prussia al nipote, con la clausola che essa avrebbe dovuto rimanere un feudo polacco; dopo questo accordo, confermato dal trattato di Cracovia, Alberto pretese un tributo personale di Sigismondo I e venne investito del ducato per sé e per i propri eredi durante un omaggio che sarebbe poi divenuto celebre il 10 febbraio 1525.
Gli Stati Generali della regione vennero convocati a Königsberg e giurarono fedeltà al nuovo duca, che usò i suoi pieni poteri per diffondere la dottrina di Lutero. Questa transizione, ad ogni modo, non ebbe luogo senza proteste. Convocato dalla Corte Imperiale di Giustizia, Alberto si rifiutò di apparire e venne proscritto, mentre l'Ordine dei Cavalieri Teutonici elesse un altro Gran Maestro, Walter von Cronberg, che ricevette la Prussia come feudo alla Dieta di Augusta. Mentre i principi tedeschi attendevano i tumulti della riforma, la guerra dei contadini tedeschi e le guerre contro l'Impero ottomano, contribuirono in realtà a non forzare il bando del duca dal Sacro Romano Impero e l'agitazione contro la sua figura ebbe presto termine.
Alberto fu particolarmente attivo nella politica imperiale. Aderendo alla Lega di Torgau nel 1526, egli agì all'unisono coi protestanti, e fu tra i principi che tentarono di rovesciare Carlo V dopo che era stato emanato il Bando di Augusta nel maggio 1548, contro tutti i principi tedeschi non cattolici. Per varie ragioni, ad ogni modo, la povertà e l'inclinazione personale spinsero Alberto a non prendere parte alle operazioni militari della sua epoca.

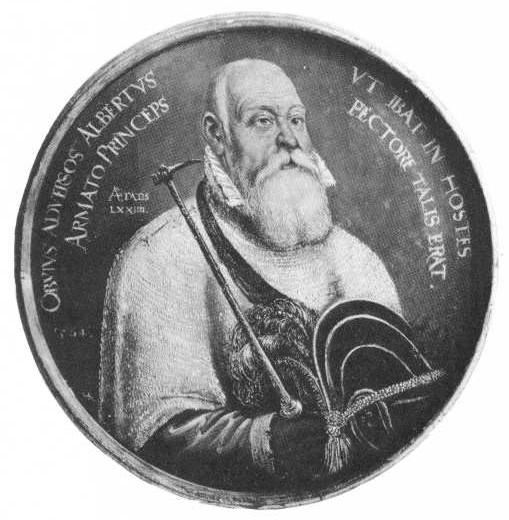
Alberto I all'età di 68 anni

I primi anni di governo di Alberto sulla Prussia furono estremamente prosperi, anche se egli ebbe non pochi problemi con i contadini della regione, con le terre e con i tesori della chiesa che venivano spesso depredati per pagare le spese dei nobili e della corte. Egli tentò di incrementare l'istruzione stabilendo la presenza di una scuola in ogni villaggio e liberando dal servaggio coloro che si davano a vita scolastica. Nel 1544, malgrado molte opposizioni, Egli fondò l'Università di Königsberg, dove nominò professore l'amico Andreas Osiander nel 1549. Alberto inoltre riuscì ad ottenere, dietro congruo pagamento, le stampe delle Tavole Astronomiche (Prutenische Tafeln) compilate da Erasmus Reinhold e le prime mappe della Prussia di Caspar Hennenberger.
Questo passo fu l'inizio delle tensioni che culminarono alla fine del regno di Alberto. Le divergenze di Osiander dalle tesi di Lutero giustificarono difatti il suo ingresso in una violenta querelle con Filippo Melantone, che aveva i propri sostenitori a Königsberg, e queste dispute teologiche portarono presto a disordini interni alla città. Il duca supportò strenuamente Osiander, e la questione si estese presto a numerosi ambienti europei. In tutta la regione non vi erano chiese conciliate con i nobili, il peso delle tasse diveniva sempre maggiore e Alberto divenne sempre più impopolare.
Alla morte di Osiander nel 1552, Alberto favorì Johann Funck, il quale, con un avventuriero di nome Paul Skalić, aveva esercitato una grande influenza su di lui e aveva ottenuto beni considerevoli a spese pubbliche. Il clima già teso venne aumentato dalla necessità di nominare un reggente che sopperisse alle incapacità di Alberto e venne scelto Alberto Federico. Il duca venne costretto a consentire la condanna delle tesi di Osiander, e la questione si risolse nel 1566 quando gli Stati Generali si appellarono al re Sigismondo II di Polonia, cugino di Alberto, che inviò una propria commissione a Königsberg. Scalich riuscì a salvare la propria vita con l'esilio, ma Funck venne giustiziato. Si pose ancora la questione della reggenza e venne adottata una nuova forma di luteranesimo che si preoccupasse di riformare sacerdoti e insegnanti.
Virtualmente privato del proprio potere, il duca sopravvisse altri due anni, e morì a Tapiau il 20 marzo 1568. Cornelis Floris de Vriendt progettò la sua tomba nella cattedrale di Königsberg.

## Matrimoni

### Primo Matrimonio
Nel 1526 sposò Dorotea di Danimarca (1 agosto 1504-11 aprile 1547), figlia del re Federico I di Danimarca. Ebbero sei figli:
- Anna Sofia (11 giugno 1527-6 febbraio 1591);
- Caterina (24 febbraio 1528);
- Federico Alberto (5 dicembre 1529-1 gennaio 1530);
- Lucia Dorotea (8 aprile 1531-1 febbraio 1532);
- Lucia (febbraio 1537-maggio 1539);
- Alberto (marzo 1539).

### Secondo Matrimonio
Nel 1550 sposò Anna Maria di Brunswick-Calenberg-Göttingen (1532-20 marzo 1568), figlia di Eric I di Brunswick-Lüneburg. Ebbero due figli:
- Alberto Federico (29 aprile 1553-28 agosto 1618);
- Elisabetta (20 maggio 1551-19 febbraio 1596).

## Eredità
Sebbene Alberto abbia ricevuto relativamente pochi riconoscimenti nella storia tedesca, la sua dissoluzione dello Stato Teutonico causò la fondazione del Ducato di Prussia, che alla fine sarebbe diventato probabilmente il più potente stato tedesco e strumentale nell'unire tutta la Germania. Alberto è quindi spesso visto come il padre della nazione prussiana, e anche come indirettamente responsabile dell'unificazione della Germania. Era un abile amministratore politico e leader, e in effetti rovesciò il declino dell'Ordine Teutonico, finché non lo tradì trasformando le terre dell'ordine nel suo stesso ducato.
Alberto fu il primo nobile tedesco a sostenere le idee di Lutero e nel 1544 fondò l'Università di Königsberg, come rivale dell'Accademia cattolica di Cracovia. Fu la seconda università luterana negli stati tedeschi, dopo l'Università di Marburg.
Alberto fu un assiduo scrittore di lettere e corrispondente di moltissimi personaggi del suo tempo.
Nel 1891 a Königsberg venne eretta una statua in sua memoria.

## Ascendenza
|                                   |                       |                                | Genitori                       |  |  | Nonni |  |  | Bisnonni                  |  |  | Trisnonni                |  |
|                                   |                       |                                |                                |  |  |       |  |  | Federico I di Brandeburgo |  |  | Federico V di Norimberga |  |
|                                   |                       |                                |                                |  |  |       |  |  | Federico I di Brandeburgo |  |  | Federico V di Norimberga |  |
|                                   |                       | Elisabetta di Meißen           |                                |  |  |       |  |  | Federico I di Brandeburgo |  |  |                          |  |
| Alberto III di Brandeburgo        |                       |                                |                                |  |  |       |  |  | Federico I di Brandeburgo |  |  |                          |  |
|                                   |                       | Elisabetta di Baviera-Landshut | Federico di Baviera-Landshut   |  |  |       |  |  |                           |  |  |                          |  |
|                                   |                       | Elisabetta di Baviera-Landshut | Federico di Baviera-Landshut   |  |  |       |  |  |                           |  |  |                          |  |
|                                   |                       | Elisabetta di Baviera-Landshut | Maddalena Visconti             |  |  |       |  |  |                           |  |  |                          |  |
| Federico I di Brandeburgo-Ansbach |                       | Elisabetta di Baviera-Landshut |                                |  |  |       |  |  |                           |  |  |                          |  |
|                                   |                       | Federico II di Sassonia        | Federico I di Sassonia         |  |  |       |  |  |                           |  |  |                          |  |
|                                   |                       | Federico II di Sassonia        | Federico I di Sassonia         |  |  |       |  |  |                           |  |  |                          |  |
|                                   |                       | Federico II di Sassonia        | Caterina di Brunswick-Lüneburg |  |  |       |  |  |                           |  |  |                          |  |
| Anna di Sassonia                  |                       | Federico II di Sassonia        |                                |  |  |       |  |  |                           |  |  |                          |  |
|                                   |                       | Margherita d'Austria           | Ernesto I d'Asburgo            |  |  |       |  |  |                           |  |  |                          |  |
|                                   |                       | Margherita d'Austria           | Ernesto I d'Asburgo            |  |  |       |  |  |                           |  |  |                          |  |
|                                   |                       | Margherita d'Austria           | Cimburga di Masovia            |  |  |       |  |  |                           |  |  |                          |  |
| Alberto I di Prussia              |                       | Margherita d'Austria           |                                |  |  |       |  |  |                           |  |  |                          |  |
|                                   | Ladislao II Jagellone | Algirdas                       |                                |  |  |       |  |  |                           |  |  |                          |  |
|                                   | Ladislao II Jagellone | Algirdas                       |                                |  |  |       |  |  |                           |  |  |                          |  |
|                                   | Ladislao II Jagellone | Uliana di Tver'                |                                |  |  |       |  |  |                           |  |  |                          |  |
| Casimiro IV di Polonia            | Ladislao II Jagellone |                                |                                |  |  |       |  |  |                           |  |  |                          |  |
|                                   |                       | Sofia Alšėniškė                | Andrea Olshansky               |  |  |       |  |  |                           |  |  |                          |  |
|                                   |                       | Sofia Alšėniškė                | Andrea Olshansky               |  |  |       |  |  |                           |  |  |                          |  |
|                                   |                       | Sofia Alšėniškė                | Alexandra Drucka               |  |  |       |  |  |                           |  |  |                          |  |
| Sofia di Polonia                  |                       | Sofia Alšėniškė                |                                |  |  |       |  |  |                           |  |  |                          |  |
|                                   |                       | Alberto II d'Asburgo           | Alberto IV d'Asburgo           |  |  |       |  |  |                           |  |  |                          |  |
|                                   |                       | Alberto II d'Asburgo           | Alberto IV d'Asburgo           |  |  |       |  |  |                           |  |  |                          |  |
|                                   |                       | Alberto II d'Asburgo           | Giovanna di Baviera-Straubing  |  |  |       |  |  |                           |  |  |                          |  |
| Elisabetta d'Asburgo              |                       | Alberto II d'Asburgo           |                                |  |  |       |  |  |                           |  |  |                          |  |
|                                   |                       | Elisabetta di Lussemburgo      | Sigismondo di Lussemburgo      |  |  |       |  |  |                           |  |  |                          |  |
|                                   |                       | Elisabetta di Lussemburgo      | Sigismondo di Lussemburgo      |  |  |       |  |  |                           |  |  |                          |  |
|                                   |                       | Elisabetta di Lussemburgo      | Barbara di Cilli               |  |  |       |  |  |                           |  |  |                          |  |
|                                   |                       | Elisabetta di Lussemburgo      |                                |  |  |       |  |  |                           |  |  |                          |  |